# JK Tallinna Kalev II
El JK Tallinna Kalev II es un equipo de fútbol de Estonia que juega en la Esiliiga B, la tercera división de fútbol en el país.

## Historia
Fue fundado en el año 2004 en la capital Tallinn y es el principal equipo filial del JK Tallinna Kalev, por lo que no es elegible para ganar el ascenso a la Meistriliiga, pero sus jugadores son elegibles para ser alineados en el primer equipo.
Desde su fundación estuvo en las divisiones regionales, principalmente en la división 2 (anterior tercera división) hasta el nacimiento de la Esiliiga B en 2015, liga de la cual fue uno de los equipos fundadores.
Pasó tres años en la Esiliiga B para conseguir el mayor logro del club, el cual fue ganar el ascenso a la Esiliiga por primera vez en su historia.

## Palmarés
- III Liiga: 1

2005
- IV Liiga: 1

2004